# Негліже

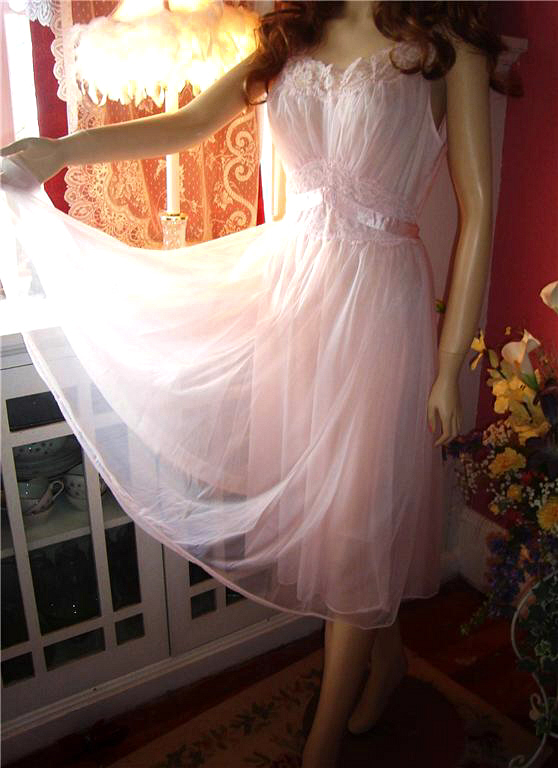
Негліже

Негліже (від фр. négligé — «недбале») — один з видів жіночої нічної сорочки, зазвичай виглядає як довга сукня, подібно халату. За призначенням негліже — легке і зручне домашнє нічне або ранкове вбрання. Вперше негліже з'явилося у Франції XVIII століття, причому тоді цим словом називали також і легкий зручний костюм для подорожей та прогулянок як для чоловіків, так і для жінок.
В українській мові словом «негліже» інколи стали позначатися не тільки ранковий, але весь недбалий домашній невибагливий одяг обох статей, а також перебування у такому одязі.